# 圣尼古拉代布瓦 (芒什省)
圣尼古拉德布瓦（法語：Saint-Nicolas-des-Bois，法語發音：[sɛ̃ nikɔla de bwa] ⓘ）是法国芒什省的一个市镇，属于阿夫朗什区。

## 地理
圣尼古拉德布瓦（48°45'21"N, 1°11'38"W）面积3.57 平方千米，位于法国诺曼底大区芒什省，该省份为法国西北部沿海省份，西、北、东北三面环大西洋，东起顺时针与卡爾瓦多斯省、奧恩省、马耶讷省和伊勒-维莱讷省接壤。
与圣尼古拉德布瓦接壤的市镇（或旧市镇、城区）包括：拉谢斯博杜安、莱洛日叙布雷塞、利瓦圣母村、圣让迪科拉伊-德布瓦、圣马丹勒布扬。
圣尼古拉德布瓦的时区为UTC+01:00、UTC+02:00（夏令时）。

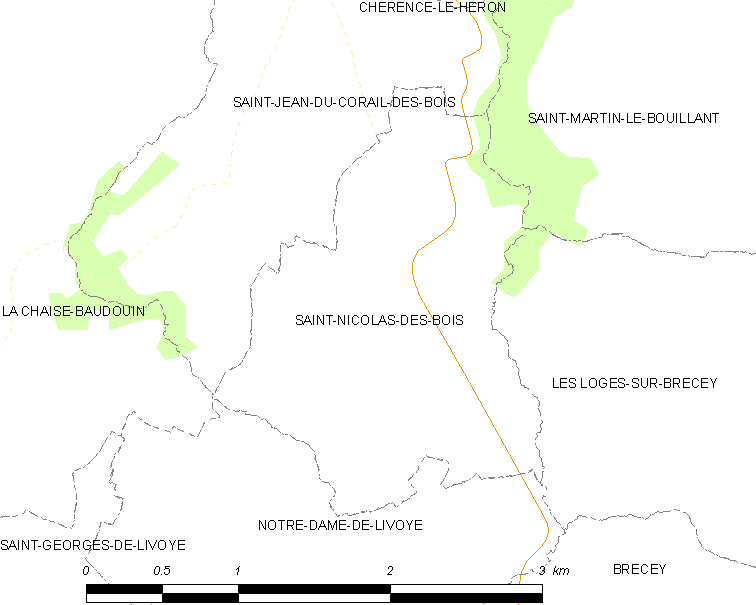
圣尼古拉德布瓦的OSM定位图

## 行政
圣尼古拉德布瓦的邮政编码为50370，INSEE市镇编码为50529。

## 政治
圣尼古拉德布瓦所属的省级选区为伊西尼-勒比阿县。

## 人口

1962-2008年间圣尼古拉德布瓦人口变化图示

圣尼古拉德布瓦于2022年1月1日时的人口数量为92人。